# Knorenschloss
Das Knorenschloss, Norenschloss genannt, ist eine abgegangene Höhenburg auf 562 m ü. NN 950 Meter nördlich der Kirche des Ortsteils Ludwigshafen der Gemeinde Bodman-Ludwigshafen im Landkreis Konstanz in Baden-Württemberg.
Vermutlich wurde die Burg von den 1220 erwähnten Herren von Regentsweiler um 1200 erbaut, und Anfang des 14. Jahrhunderts zerstört. Von der ehemaligen Burganlage auf einer Burgfläche von circa 200 Quadratmeter ist nichts erhalten.